# 285 Реґіна
285 Реґіна (285 Regina) — астероїд головного поясу, відкритий 3 серпня 1889 року Огюстом Шарлуа у Ніцці.
Тіссеранів параметр щодо Юпітера — 3,123.